# Rafał Wójcikowski
Rafał Piotr Wójcikowski (ur. 2 grudnia 1973 w Tomaszowie Mazowieckim, zm. 19 stycznia 2017 w Chrzczonowicach) – polski polityk, ekonomista i nauczyciel akademicki, doktor nauk ekonomicznych, poseł na Sejm VIII kadencji.

## Życiorys
Syn Józefa i Krystyny. Absolwent ekonomii i informatyki na Uniwersytecie Łódzkim. W 2000 na Wydziale Ekonomiczno-Socjologicznym UŁ uzyskał stopień doktora nauk ekonomicznych ze specjalnością ekonometria na podstawie pracy zatytułowanej Portfel papierów wartościowych jako narzędzie podejmowania decyzji inwestycyjnych. Podjął pracę jako nauczyciel akademicki, związany początkowo z Uniwersytetem Łódzkim, później również z Politechniką Łódzką, gdzie został adiunktem w Instytucie Nauk Społecznych i Zarządzania Technologiami. Objął też funkcję pełnomocnika ds. kierunku zarządzanie w Filii Uniwersytetu Łódzkiego w Tomaszowie Mazowieckim. Pracował także w Wyższej Szkole Informatyki i Zarządzania w Rzeszowie.
Przez trzy lata należał do Unii Polityki Realnej (przystąpił do niej w grudniu 2002, zasiadał w zarządzie oddziału łódzkiego i był doradcą prezesa partii Stanisława Wojtery). Przez kilka lat działał również w Stowarzyszeniu KoLiber. W 2009 bezskutecznie startował do Parlamentu Europejskiego jako bezpartyjny z listy Prawicy Rzeczypospolitej. Jako ekspert współpracował następnie z Fundacją Republikańską, ponadto założył i został prezesem Fundacji Aurea Libertas. W wyborach parlamentarnych w 2015 kandydował do Sejmu w okręgu piotrkowskim z pierwszego miejsca na liście zorganizowanego przez Pawła Kukiza komitetu wyborczego wyborców Kukiz’15 (z poparciem Ruchu Narodowego). Uzyskał mandat posła VIII kadencji, otrzymując 9135 głosów. W Sejmie VIII kadencji zasiadł w Komisji Finansów Publicznych oraz w Komisji Polityki Społecznej i Rodziny, współtworzył również będący strukturą Stowarzyszenia „Republikanie” Klub Republikański w Sejmie.
Zginął 19 stycznia 2017 w wypadku samochodowym na drodze ekspresowej S8 w pobliżu miejscowości Wędrogów. 24 stycznia został pochowany na cmentarzu przy ul. Smutnej w Tomaszowie Mazowieckim; w uroczystościach pogrzebowych uczestniczyli m.in. wicemarszałkowie Sejmu i przedstawiciele rządu.

## Odznaczenia
W 2017 odznaczony pośmiertnie Krzyżem Kawalerskim Orderu Odrodzenia Polski.

## Życie prywatne
Był żonaty, miał dwoje dzieci. Zdiagnozowano u niego zespół Aspergera.